# Cyphosperma voutmelense
Espèce
Statut de conservation UICN

 EN D : En danger
Cyphosperma voutmelense est une espèce de plantes du genre Cyphosperma de la famille des Arecaceae.